# 別所安治
別所安治（1532年－1570年）是日本戰國時代武將。別名是長勝。別所就治嫡男。弟弟有吉親（賀相）、重宗（重棟）。兒子有長治、友之、治定。
弘治2年（1556年），從父親就治手上繼任家督。擁有不比父親差劣的武勇，在播磨東部擴張勢力，擊退三好氏的侵攻。在赤松義祐與兒子鬥爭之際，一時間讓義祐進入居城三木城並給予保護。在織田信長上洛時與信長合作並派遣弟弟重棟與三好氏戰鬥。於足利義昭被三好三人眾襲撃之際派出援軍而被信長讚賞。